# زمین‌لرزه ۲۰۰۸ پاپودو
زمین‌لرزه پاپودو  در تاریخ ۱۸ دسامبر ۲۰۰۸ میلادی، برابر با ‎۲۸ آذر ۱۳۸۷، ساعت ۲۱:۱۹:۲۸٫۴ به زمان یوتی‌سی در شیلی رخ داد.ژرفای این زلزله ۱۸٫۰ کیلومتر بود. بزرگی آن ۶٫۸ در مقیاس Mw بدست آمده‌است.
بیشینهٔ شدت آن در مقیاس مرکالی، V اعلام شده‌است و زمین‌لرزه هیچ کشته‌ای نداشته است.
پروژهٔ جهانی تنسور گشتاور مرکزوار پارامتر زمان مرکزوار زمین‌لرزه را با اختلاف ۵٫۲ ثانیه نسبت به زمان رخداد اشاره شده در بالا و مختصات مرکزوار را در ۳۲°۳۸′جنوبی ۷۲°۰۸′غربی / ۳۲٫۶۳°جنوبی ۷۲٫۱۳°غربی محاسبه کرد و همچنین، ژرفا در ۲۲٫۵ کیلومتر بدست آمده‌است. در این محاسبات زاویه‌های (راستا، شیب، ریک) گسل سازندهٔ زمین‌لرزه و صفحه عمود بر آن برابر با (°۳۶۰، °۱۹، ° ۹۴) یا (°۱۷۵، °۷۱، ° ۸۹) حاصل شده‌است.